# Niereninsuffizienz
| Qualitätssicherung | Dieser Artikel wurde aufgrund von formalen und/oder inhaltlichen Mängeln auf der Qualitätssicherungsseite der Redaktion Medizin eingetragen. Bitte hilf mit, die Mängel dieses Artikels zu beseitigen, und beteilige dich dort an der Diskussion. Die Mindestanforderungen für medizinische Artikel sollen dadurch erfüllt werden, wodurch eine eventuelle Löschung des Artikels oder von Artikelpassagen innerhalb von vier Wochen vermieden wird. Begründung: Dies ist kein enzyklopädischer Artikel, sondern eine persönliche Anklage gegen das angebliche Versagen der Fachdisziplin Nephrologie in den letzten 60 Jahren. | Redaktion Medizin |

Die Niereninsuffizienz ist (bei Menschen und anderen Wirbeltieren) die eingeschränkte Fähigkeit der Nieren, harnpflichtige Substanzen auszuscheiden, und damit ein krankhafter Anstieg der Konzentration harnfähiger Substanzen im Blut. Im Ergebnis handelt es sich um die Unfähigkeit der Niere zur ausreichenden Harnbildung. Schwere Fälle nennt man auch Nierenversagen, Ursachen, Einteilungen und Diagnostik der Niereninsuffizienz entsprechen denen im Artikel Nierenversagen dargestellten. Bei jeder Form der einseitigen Niereninsuffizienz tritt kein schweres Nierenversagen auf, weil die nicht betroffene Niere den Ausfall kompensieren kann.
Die Niereninsuffizienz gilt als chronisch, wenn die glomeruläre Filtrationsrate für einen Zeitraum von mehr als drei Monaten reduziert ist oder wenn Zeichen einer Nierenschädigung entsprechend lange andauern. In allen anderen Fällen spricht man von der akuten Niereninsuffizienz.

## Definition
Epidemiologen und Nephrologen haben sich auf folgende Definition geeinigt. Schon eine der beiden Voraussetzungen berechtigt zur Diagnose der chronischen Niereninsuffizienz:
- eine Albuminurie im Spontanurin mit einem Verhältnis von Albumin zu Kreatinin UACR > 30 mg Albumin pro Gramm Kreatinin im Urin (Urin-Albumin-Kreatinin-Quotient)
- eine glomeruläre Filtrationsrate < 60 ml/min/1,73 m².[5]

## Niereninsuffizienz und Nierenkrankheit
In den internationalen Leitlinien hat man den Begriff der chronischen Niereninsuffizienz verlassen und spricht von chronischer Nierenerkrankung. Diese Auffassung findet sich bisher nicht in den einschlägigen deutschsprachigen Fachbüchern der Humanmedizin, wohl aber zunehmend in der Tierheilkunde. So wird die ehemals als chronische Niereninsuffizienz bezeichnete Nierenschwäche bei Katzen heute als chronische Nierenerkrankung der Katze bezeichnet.
Im Mai 2022 hat die Deutsche Gesellschaft für Nephrologie (DGfN) auf die Notwendigkeit einer neuen deutschen Nomenklatur für chronische Nierenkrankheiten nach dem englischsprachigen Vorbild hingewiesen. Danach will eine Arbeitsgruppe deutschsprachiger Nephrologen den Begriff Niereninsuffizienz vermeiden; aus der „chronischen Niereninsuffizienz“ soll die „chronische Nierenkrankheit“ werden. Nach dem Kodierleitfaden der DGfN „besteht eine chronische Nierenkrankheit, wenn ... eine Niereninsuffizienz ... vermutet werden kann.“

## Symptome und Diagnostik
Eine leichte Niereninsuffizienz geht zumeist ohne Symptome einher oder diese sind sehr unspezifisch. Patienten leiden meist unter Leistungsschwäche und Müdigkeit. Daher wird die Niereninsuffizienz häufig erst bei Blut- oder Urinuntersuchungen festgestellt. Erst bei fortgeschrittener Niereninsuffizienz, also beim Nierenversagen, treten schwere Gesundheitsstörungen auf. Die akute Niereninsuffizienz zeigt sich in einer verminderten oder fehlenden Bildung von Urin. Diese ist häufig reversibel, kann also durch rechtzeitige Behandlung der zugrundeliegenden Ursache ausheilen. Unbehandelt führt sie zwangsläufig zur chronischen Niereninsuffizienz (CNE). Da es hier zu Gewebsschädigung gekommen ist, ist sie meist irreversibel. Bei der CNE steigen die Konzentrationen harnpflichtiger Substanzen wie Kreatinin, Harnstoff und Harnsäure im Blut an.
Zur Diagnose werden bei Vorliegen solcher Blutwerte nach einer Erhebung der Anamnese und nach körperlicher Untersuchung die glomeruläre Filtrationsrate bestimmt und die Nieren mit bildgebenden Verfahren untersucht.